# Inti (Deschascha)
Inti war ein lokaler Beamter im Alten Ägypten zur Zeit der 5. Dynastie, im Alten Reich, um 2400 v. Chr. Er ist von seinem dekorierten Grab in Deschascha bekannt, das wegen der Szene einer Stadtbelagerung besondere Aufmerksamkeit verdient.

## Zur Person
Inti trägt in seinem Grab diverse Titel, die belegen, dass er das Oberhaupt der 20. oberägyptischen Provinz war. Er war unter anderem Vorsteher aller Aufträge in Naret (später Naret-chentet genannt), Vorsteher der Festungen des Königs, Königsbekannter (Rḫ-nsw = Rech-nesu) und Herrscher einer großen Domäne. Seine Gemahlin hieß Meretmin.

## Grab
Sein Grab ist in den Fels gehauen mit einer aus Stein aufgemauerten Fassade. Es besteht aus einer Grabkapelle und unterirdischen Grabkammern. Die Szenen in der Grabkapelle, die in flachen Reliefs ausgeführt sind, zeigen vor allem Inti und seine Gemahlin. Auf der Südwand sieht man sie vor Musikanten und Tänzerinnen. Auch auf der Ostwand ist eine Belagerungsszene dargestellt. Rechts sieht man eine palästinensische Stadt oder Festung und davor in drei Registern Kämpfe. Im untersten Register werden Gefangene abgeführt. Daneben befand sich ein längerer Text, der aber zum großen Teil verloren ist.